# Elizabeth Smith (Lost : Les Disparus)
Pour la ville du Montana, voir Libby (Montana). Pour le chimiste, voir Willard Frank Libby.
Elizabeth « Libby » Smith est un personnage fictif du feuilleton télévisé Lost : Les Disparus. Il est interprété par Cynthia Watros.
Le personnage de Libby est introduit dans le deuxième épisode de la deuxième saison en tant que survivante de la queue de l'avion du vol Oceanic 815. Libby est apparue dans vingt et un épisodes, vingt d'entre eux dans la deuxième saison et un dans la quatrième. Les scénaristes déclarent à plusieurs reprises que son passé serait révélé, mais, en mai 2009, ils annoncent que c’est finalement peu probable. Par ailleurs, Cynthia Watros est occupée et n'est donc pas disponible pour ré-apparaître dans Lost avant la fin de la série. Damon Lindelof remarque à cette occasion : « J’ai appris que quand vous tuez quelqu’un dans la série, il ou elle est moins enclin à coopérer avec vous ».

## Biographie fictive

### Avant le crash
Libby étudie à la faculté de médecine pendant un an avant d'arrêter et de devenir psychologue clinicienne. Avant de s'écraser sur l'île, elle rencontre Desmond Hume dans un café. Elle lui dit qu'elle vient de Newport Beach, en Californie, et lorsque Desmond lui fait part de son intention de participer à une course de navigation, elle décide de lui donner son bateau à voiles, Elizabeth, un cadeau que lui a fait son défunt mari David. Elle est également allée dans l'établissement psychiatrique de Santa Rosa, où Hurley et Emily Locke, la mère de John Locke, ont également été patients,. 

### Après le crash
Libby fait partie des vingt-deux survivants de la queue de l'avion du vol Oceanic 815. Juste après l'accident, elle aide immédiatement les blessés, dont Donald blessé à la jambe. Mais certains d'entre eux meurent quelques jours plus tard, Donald inclus. Dans les jours suivant l'accident, les « Autres » envahissent leur camp et enlèvent tous les survivants restants excepté elle et six autres : Ana Lucia, M. Eko, Bernard, Cindy, Nathan, et Goodwin. La paranoïa commence à affecter Libby ainsi que les survivants restants de la queue et ils spéculent sur le fait que Nathan soit un « Autre », ce qui mène à sa mort. Par la suite, elle et les survivants se rendent dans la station « La Flèche », où ils trouvent une radio leur permettant d'établir un bref contact avec Boone. Quand Goodwin, le vrai « Autre », essaie de voler la radio, Ana Lucia l'arrête et le tue. Son groupe reste dans la station jusqu'à ce que Jin, Michael, et Sawyer les trouvent,. 
Le groupe de Libby décide de rejoindre les survivants du fuselage de l'avion. Pendant leur voyage, Cindy est enlevée par les « Autres » et Ana Lucia tue accidentellement Shannon. Une fois qu'elle rejoint le camp principal, elle et Hurley font connaissance, ce dernier tombe alors sous son charme,. Libby fait également connaissance avec Claire, qu'elle aide à retrouver la mémoire, à la suite de son enlèvement par Ethan. Elle essaye également d'aider Bernard avec son « S.O.S. » avant d'y renoncer. Libby aide Hurley à résoudre son addiction pour la nourriture mais après avoir convaincu Hurley de jeter ses réserves, une palette de nourriture tombe du ciel. Hurley revoit ensuite son ami imaginaire, Dave, ce dernier le convainc que tout est dans sa tête et qu'il est toujours en hôpital psychiatrique. Lorsque Hurley est sur le point de sauter d'une falaise, elle parvient à l'arrêter en lui déclarant ses sentiments pour lui. 
Alors que leur relation se développe, Hurley lui organise secrètement un pique-nique mais Libby le surprend avec de la nourriture. Une fois arrivés sur la plage, il lui dit qu'il a oublié les boissons et les couvertures. Pendant qu'il demande à Rose et Bernard une bouteille de vin, Libby rejoint le bunker pour chercher les couvertures mais Michael lui tire dessus. Quelques heures plus tard, Libby est retrouvée sans connaissance à côté du corps sans vie d'Ana Lucia et de Michael, blessé, alors que Henry Gale s'est sauvé. La tentative de Jack de la sauver échoue, il décide de soulager sa douleur avec de l'héroïne et elle meurt avec Hurley à son chevet. Elle est enterrée près d'Ana Lucia, au moment où Desmond revient sur la plage à bord de l’Elizabeth. Deux semaines plus tard, Hurley se rend sur la tombe de Libby et lui exprime combien elle lui manque avant de laisser une fleur.
Après sa mort, Libby continue de hanter Michael. Elle apparaît à Michael dans un hôpital en tant qu'infirmière avec des couvertures sur son estomac, représentant la position dans laquelle elle était au moment où il lui a tiré dessus. Elle le suit même dans le cargo Kahana, où elle essaye de duper Michael de ne pas appuyer sur un bouton. Lors de la conférence de presse des « Six de l'Oceanic », ils disent que Libby était l'une des huit survivants initiaux, mais qu'elle est morte la première semaine.

### Réalité alternative
Dans la réalité alternative, Libby est encore en hôpital psychiatrique. Un jour, elle voit Hurley et commence à se souvenir de sa vie passée sur l'île. Un jour, dans un restaurant mexicain, Libby voit Hurley et lui dit qu'elle croit qu'ils peuvent être connectés et être des âmes sœurs. Hurley l'invite ensuite à un rendez-vous et lorsqu'ils s'embrassent, Hurley se souvient également de leur vie sur l'île et il assure Libby qu'elle n'est pas folle. Par la suite, elle est présente dans l'église avec les autres rescapés du vol 815.